# Zaza (singolo)
Zaza è un singolo del rapper statunitense 6ix9ine, pubblicato il 19 febbraio 2021. È stata pubblicata come singolo da Create Music Group. La canzone è stata scritta esclusivamente dall'artista e prodotta da Ray Keys. Segna la prima uscita di 6ix9ine dopo il suo secondo album in studio, TattleTales (2020). Il titolo della canzone è uno slang per indicare la cannabis. Nel 2022, la canzone è stata rimossa dai servizi di streaming, rimanendo solamente accessibile su youtube. Nella canzone, 6ix9ine mette un video nel quale si ritrae un incontro tra lui e Meek Mill fuori da una discoteca di Atlanta, in Georgia, avvenuto il 13 febbraio 2021. Nel video viene ritratto Meek Mill con la sicurezza e 6ix9ine che pare sputargli addosso. Prende di mira anche il rapper Lil Durk, facendo battute sulla morte del cugino di Durk, Nuski, e del suo amico e collega rapper e compagno di etichetta King Von. 6ix9ine prende in giro alcuni testi del singolo del 2020 del rapper americano Pooh Shiesty "Back in Blood", che vede anche la partecipazione di Lil Durk. Il 20 febbraio 2021, un giorno dopo l'uscita della canzone, il rapper 600Breezy, amico di Lil Durk e King Von, anche lui della loro città natale di Chicago, ha minacciato di morte 6ix9ine per aver schernito i due rapper in una diretta instagram. 

## Tracce
1. Zaza – 1:55

## Classifiche
| Classifica (2021) | Posizione massima |
| ----------------- | ----------------- |
| Canada            | 91                |
| Stati Uniti       | 90                |